# Terry Fenwick
Terrence William "Terry" Fenwick (Seaham, 17 november 1959) is een Engels voetbaltrainer die onder contract staat bij CS Visé. In zijn actieve carrière kwam hij uit voor onder andere Queens Park Rangers en Tottenham Hotspur.

## Clubcarrière
Terry Fenwick begon met voetballen bij Crystal Palace FC. Na vier jaar maakte hij de overstap naar Queens Park Rangers. Met die club zou hij in 1982 de finale van de FA Cupfinale halen en hij was de eerste back in de geschiedenis die in de finale wist te scoren. Vijf jaar later verliet hij de club voor Tottenham Hotspur. Al de goals die hij voor The Spurs maakte scoorde hij vanaf de elfmeterstip in slechts één seizoen. In 1993 maakte hij de overstap naar het gepromoveerde Swindon Town. Daar voetbalde hij twee seizoenen voor hij stopte met voetballen.

## Internationale carrière
Onder leiding van bondscoach Bobby Robson maakte Fenwick zijn debuut op 2 mei 1984 in de wedstrijd tegen Wales in Wrexham, net als Mark Wright (Southampton). Hij maakte deel uit van het team dat deelnam aan het Wereldkampioenschap voetbal 1986. Fenwick speelde in de beroemde wedstrijd tegen Argentinië en was een van de verdedigers die gepasseerd werd door Diego Maradona voor zijn beroemde Hand-van-God-goal.

## Trainerscarrière
In 1995 begon Fenwick aan een carrière als trainer, hij volgde in dat jaar Jim Smith op als trainer van Portsmouth FC. Tijdens zijn derde seizoen in dienst aldaar werd hij door de club ontslagen wegens tegenvallende resultaten. Het duurde vijf jaar voordat hij terugkeerde als trainer. Ditmaal begon hij bij Northampton Town waar hij zeven keer op de bank zou zitten. In 2005 begon hij met trainen van de exotische club San Juan Jabloteh in Trinidad en Tobago. In 2014 keerde hij weer terug in Europa en werd hij de hoofdtrainer van CS Visé tot het faillissement van de club eind oktober.